# ترینیتی (کشتی‌گیر)
ترینیتی (انگلیسی: Trinity؛ زادهٔ ۱ دسامبر ۱۹۷۱) یک کشتی‌گیر کشتی حرفه‌ای اهل ایالات متحده آمریکا است.
از فیلم‌ها یا برنامه‌های تلویزیونی که وی در آن نقش داشته است می‌توان به تفنگدار دریایی ۳ اشاره کرد.